# 散塔林会
散塔林会（Zhentarim，又称为暗黑情报网）是角色扮演游戏《龙与地下城》中《被遗忘的国度》设定里的一个代表邪恶力量的秘密组织。主要活动于散提尔堡、藏黑镇和乌鸦要塞。主要由邪恶的牧师、战士、盗贼和法师组成。
散塔林会的主要目的是控制被遗忘的国度中繁华地区的贸易通道。

## 参看
- 竖琴手同盟